# 1907 год в России

## Январь
- 9 января — в Вильнюсе открылась первая литовская художественная выставка.

## Февраль
- 2 февраля — Скончался Дмитрий Иванович Менделеев, выдающийся русский химик, открывший Периодический закон химических элементов и составивший Периодическую систему химических элементов
- 19 февраля — образование «Коммерческого института московского общества распространения коммерческого образования» в Москве (ныне Российский экономический университет имени Г. В. Плеханова).

## Март
- 5 марта — политическая стачка в Баку.
- 6 марта — выступление П. А. Столыпина в Госдуме с программой правительства (известное как «Не запугаете!»).
- 19 марта — На станции Минеральные Воды потерпел крушение переселенческий поезд. Машинист, помощник и кочегар убиты. Имелись жертвы среди пассажиров
- 22 марта — в России начинается забастовка моряков Каспийского торгового флота. Закончилась 8 мая

## Май
- 13 мая — открылся V съезд РСДРП, проходивший в Лондоне по 1 июня и получивший название Лондонского Съезда. Среди делегатов — Ленин, Сталин, Троцкий.
- 14 мая — первомайская политическая стачка и демонстрация на нефтепромыслах Баку

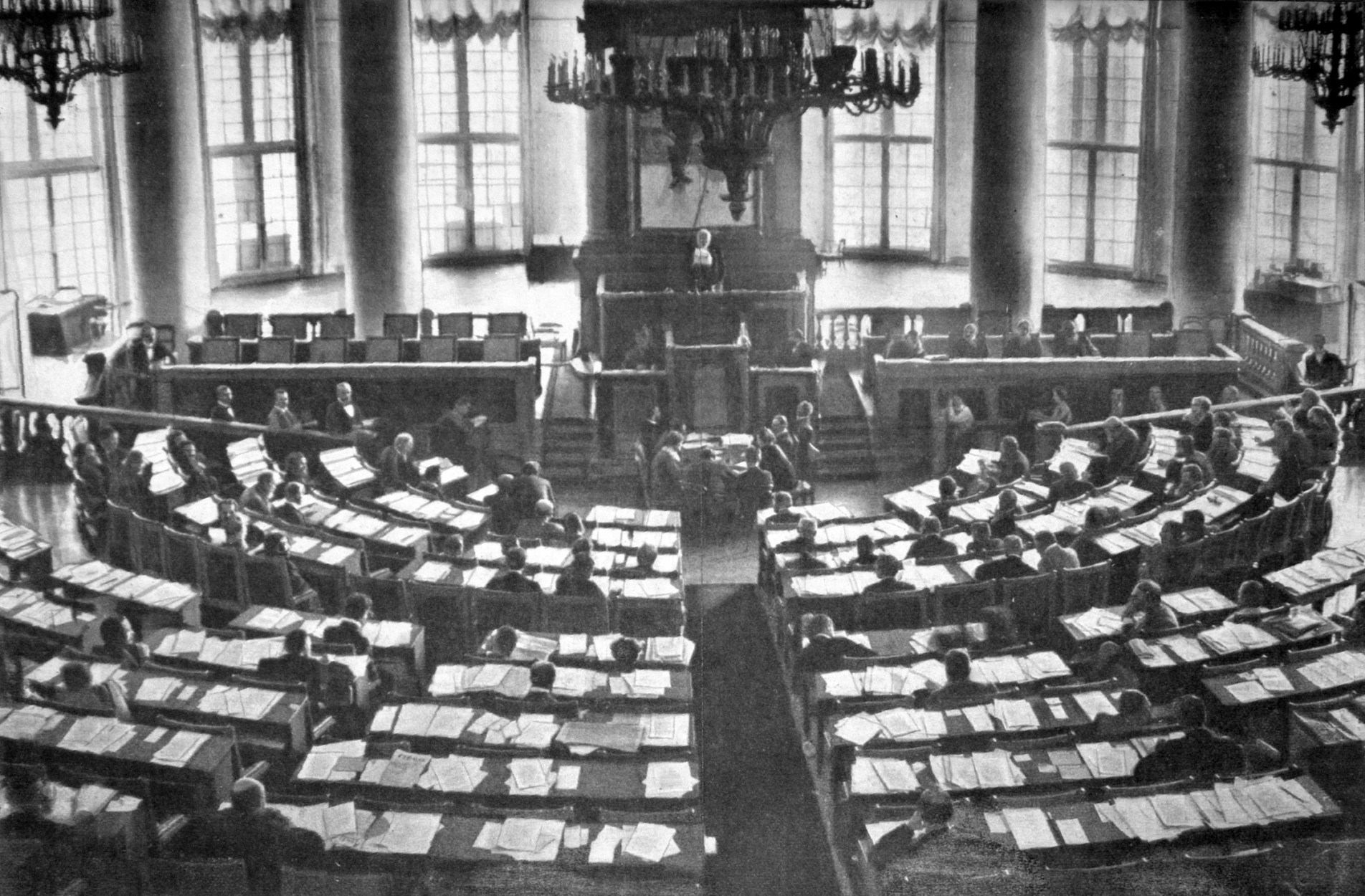
Зал заседаний Думы в Таврическом дворце

## Июнь
- 16 июня — роспуск Второй Госдумы (третьеиюньский переворот). Фактически, завершение первой революции в Российской империи.

## Июль
- 6 (19) июля — на станции Невинномысская Владикавказской железной дороги по ошибке помощника начальника станции товарный поезд № 372 пущен на путь занятый балластным поездом. В результате столкновения разбито 2 паровоза, 6 платформ и до 10 крытых товарных вагонов, повреждено около 30. Убито 10 человек (2 машиниста, помощник, 3 кондуктора, смазчик и 3 неизвестных)

## Август
- 19 августа — Окончания строительства храма Спаса на Крови, в Санкт-Петербурге
- 31 августа — подписана Англо-русская конвенция, разграничивавшая сферы влияния Российской империи и Британской империи в Азии, положившая конец «Большой игре» в Азии и завершившая складывание тройственной Антанты.

## Октябрь
- 16 октября — подписан секретный Петербургский протокол между Российской империей и Германией.
- 17 октября — во Владивостоке на трёх миноносцах подняты красные флаги. Миноносец «Скорый» открыл огонь по городу. Восстание подавлено
- Октябрь — На выборах в III Госдуму, больше всех мест получил Союз 17 октября Александра Гучкова

## Ноябрь
- 1 ноября — начала свою работу Третья Госдума.
- 2 ноября — Россия подписывает Христианийскую конвенцию.

## Декабрь
- 5 декабря — всеобщая политическая забастовка в Баку

### Без точных дат
- был создан союз семи основных медеплавильных заводов — синдикат «Медь».